# Death Sea
Death Sea (także Def C) – polska grupa muzyczna wykonująca death metal. Zespół powstał w 1993 roku w Krakowie. W 1995 roku nakładem wytwórni muzycznej Baron Records ukazał się jedyny album grupy zatytułowany Imagination World. W późniejszym okresie działalności grupa skupiła się głównie na koncertach, wielokrotnie zmieniając skład i styl wykonywanej muzyki.
Po rozwiązaniu zespołu Bryła i Zieliński w 2001 roku założyli grupę Virgin Snatch.

## Muzycy
Ostatni znany skład zespołu
- Grzegorz Bryła – gitara
- Piotr Szczuciński – gitara basowa
- Krystian Skowiniak – perkusja
- Łukasz „Zielony” Zieliński – wokal

Byli członkowie zespołu
- Jarosław Kochman – gitara basowa
- Gerard Niemczyk – perkusja
- Mateusz Wabik – wokal

## Dyskografia
- Promo Tape ’94 (Demo, 1994)
- Imagination World (Album, 1995, Baron Records)